# Bleecker Park
Bleecker Park je malý městský park o rozloze 0,37 akrů v Albany ve státě New York. Park má tvar trojúhelníku a je ohraničen Madison Place, Madison Avenue a Eagle Street. Katedrála Neposkvrněného početí se nachází naproti Eagle Street od parku, zatímco Madison Place, které je dlouhé pouze jeden blok, sestává z řadových domů převážně ve vrcholné gotice a italské architektury, postavené v polovině až konci 19. století. Naproti parku na Madison Street je Empire State Plaza East Parking Garage, postavená v letech 1999/2000. V parku je nejstarší fontána ve městě, která je obklopena malou kruhovou zahradou, v parku jsou také dvě kulaté záhony a každé má květiny obklopené keři. Tyto malé zahrady dělají z Bleecker Parku „nejkouzelnější a nejudržovanější viktoriánské veřejné zahrady“ podle článku v Albany Times Union.

## Historie

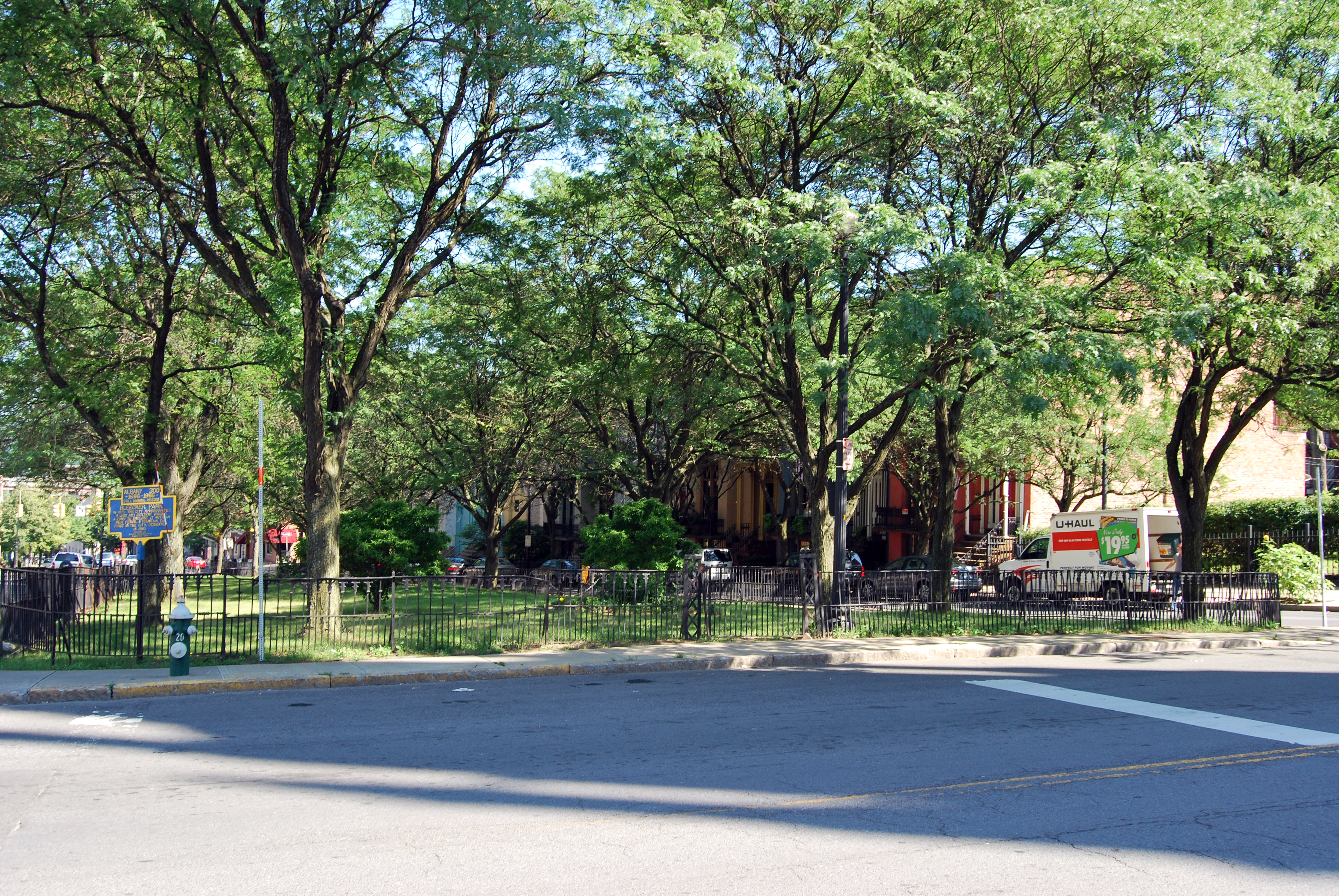
Bleecker Park během léta

Bleecker Park byl založen v roce 1835 postavením železného plotu. Katedrála Neposkvrněného početí, mateřská církev římskokatolické diecéze Albany, byla postavena přes Eagle Street od parku v roce 1852.  V roce 1863 byla v parku postavena první veřejná kašna ve městě, dar od Williama Fleminga. Před rokem 1867 se Madison Place jmenovalo Madison Avenue a současná Madison Avenue byla Lydius Street, Madison Place obdržela své současné jméno v květnu 1867 a Madison Avenue v červenci 1867.
V roce 1986 jako součást 300. výročí Dongan Charter, která začlenila Albany jako město, dostal plot Bleecker Park nový nátěr díky práci vězňů z Hudsonova nápravného zařízení. Bleecker Park byl jedním ze čtyř míst ve městě, které získalo cenu Sense of Place v rámci pátého ročníku Albany History Fair v roce 2004.